# Skala Mercallego
Skala Mercallego (skala Mercallego-Cancaniego-Sieberga, skala MCS) – 12-stopniowa skala stosowana przy określaniu intensywności trzęsienia ziemi w danym miejscu, jedna z makrosejsmicznych skal trzęsień. Intensywność wstrząsu określana jest na podstawie wartości przyspieszenia drgań gruntu, a także opisie skutków trzęsienia na powierzchni Ziemi.
W Europie stosuje się obecnie Europejską Skalę Makrosejsmiczną EMS-98 opartą na wcześniejszych skalach makrosejsmicznych, np. na skali Miedwiediewa-Sponhouera-Kárnika (skali MSK).
| Wielkość     | Opis                                                                                | Przyspieszenie       |
| ------------ | ----------------------------------------------------------------------------------- | -------------------- |
| 1 stopień    | Wyczuwane tylko przez przyrządy                                                     | poniżej ¼ cm/s²      |
| 2-3 stopnie  | Lekkie drgania, odczuwalne tylko przez niektórych ludzi                             | od ¼ do 1 cm/s²      |
| 4-5 stopni   | Ogólnoodczuwalne wstrząsy, poruszanie się drobnych przedmiotów                      | od 1 do 5 cm/s²      |
| 6-7 stopni   | Wyraźne zniszczenia, odpadanie tynku, walenie się kominów                           | od 5 do 25 cm/s²     |
| 8-10 stopni  | Rozległe zniszczenia, powstawanie szczelin w ziemi, osuwisk                         | od 25 do 100 cm/s²   |
| 11-12 stopni | Zmiany konfiguracji lądów, osuwiska, szczeliny, podniesienie poziomu wód gruntowych | od 100 do 1000 cm/s² |

Do opisu energii wyzwolonej w ognisku trzęsienia ziemi stosuje się otwartą skalę Richtera.